# Niklas Larsen
Pour les articles homonymes, voir Larsen.
Niklas Larsen, né le 22 mars 1997 à Slagelse, est un coureur cycliste danois. Spécialiste de la piste, il est en 2016 champion d'Europe de course aux points et double médaillé de bronze de poursuite par équipes aux Jeux olympiques et aux championnats du monde,.

## Biographie
Niklas Larsen naît le 22 mars 1997 au Danemark. Il remporte en 2014 les championnats du Danemark du contre-la-montre dans la catégorie junior et termine troisième du Trophée Centre Morbihan, quatrième du Tour des Flandres juniors et cinquième du Tour de l'Abitibi.

## Palmarès sur piste

### Jeux olympiques
- Rio 2016
  -  Médaillé de bronze de la poursuite par équipes
- Tokyo 2020
  -  Médaillé d'argent de la poursuite par équipes
  - 5e de l'omnium
- Paris 2024
  -  Médaillé de bronze de la course à l'américaine
  - 4e de la poursuite par équipes
  - 10e de l'omnium

### Championnats du monde
| Édition / Épreuve | Poursuite par équipes                        | Américaine | Omnium | Course aux points |
| Londres 2016      | Bronze                                       |            |        |                   |
| Hong Kong 2017    | 10e                                          | 4e         |        |                   |
| Apeldoorn 2018    | Argent                                       | 6e         | 8e     |                   |
| Pruszków 2019     | Bronze                                       |            | 8e     |                   |
| Glasgow 2023      | Or (avec Leth, Madsen, Madsen et Pedersen)   |            |        |                   |
| Ballerup 2024     | Or (avec Hansen, Madsen, Madsen et Pedersen) | Bronze     |        | Argent            |

### Coupe du monde
- 2015-2016
  - 2e de la poursuite par équipes à Hong Kong
- 2016-2017
  - 1er de la poursuite par équipes à Cali (avec Julius Johansen, Frederik Madsen et Casper Pedersen)
  - 1er de l'américaine à Cali (avec Casper von Folsach)
  - 2e de la course aux points à Cali
- 2017-2018
  - 1er de la course aux points à Milton
  - 1er de l'américaine à Manchester (avec Casper von Folsach)
  - Classement général de l'omnium
  - 1er de l'omnium à Pruszków
  - 1er de l'omnium à Milton
  - 2e de l'omnium à Manchester

### Championnats d'Europe
| Édition / Épreuve              | Poursuite par équipes             | Course aux points | Américaine | Scratch | Omnium |
| Athènes 2015 (juniors)         | Argent                            |                   |            |         |        |
| Saint-Quentin-en-Yvelines 2016 |                                   | Or                |            |         |        |
| Anadia 2017 (espoirs)          |                                   | Or                |            | Argent  | Argent |
| Berlin 2017                    |                                   | Argent            | Argent     |         |        |
| Granges 2023                   |                                   |                   |            |         | 8e     |
| Apeldoorn 2024                 | Argent                            | Or                |            |         | Argent |
| Heusden-Zolder 2025            | Or (avec Hansen, Leth et Skivild) |                   |            |         | Argent |

### Championnats du Danemark
- 2014
  -  Champion du Danemark du kilomètre juniors
- 2015
  -  Champion du Danemark de poursuite par équipes juniors (avec Mikkel Bjerg, Rasmus Lund et Anders Mielke)
- 2017
  -  Champion du Danemark du kilomètre
  -  Champion du Danemark de poursuite
  -  Champion du Danemark du scratch
- 2020
  -  Champion du Danemark de l'américaine (avec Frederik Madsen)

## Palmarès sur route

### Par année
| - 2014 - Champion du Danemark du contre-la-montre juniors - 3e étape du Grand Prix Rüebliland (contre-la-montre) - 3e du Trophée Centre Morbihan - 2015 - 2ea étape du Trofeo Karlsberg (contre-la-montre) - 3e étape du Grand Prix Rüebliland (contre-la-montre) - 3e du Grand Prix Rüebliland - 3e du championnat du Danemark du contre-la-montre juniors - 7e du championnat du monde du contre-la-montre juniors - 2017 - 3e du championnat du Danemark du contre-la-montre par équipes - 2018 - Grand Prix de Francfort espoirs - 1re étape du Rhône-Alpes Isère Tour - 2e du championnat du Danemark sur route - 2e du championnat du Danemark sur route espoirs - 2e du Rhône-Alpes Isère Tour - 2e du Circuit de Wallonie - 3e de la Scandinavian Race Uppsala - 2019 - Himmerland Rundt - Classement général du Tour du Danemark - Lillehammer GP - Médaillé d'argent du championnat d'Europe sur route espoirs - 2e de Skive-Løbet - 2e du championnat du Danemark du contre-la-montre par équipes - 3e du championnat du Danemark sur route | - 2020 - 1re étape du Tour du Frioul-Vénétie Julienne (contre-la-montre par équipe) - 2021 - Fyen Rundt - 3e du Grand Prix Herning - 2025 - Tour du Loir-et-Cher : - Classement général - 1re étape - 2e étape du Kreiz Breizh Elites - 2e du Grand Prix Herning - 2e du Tour d'Estonie - 2e du championnat du Danemark du contre-la-montre - 2e du Kreiz Breizh Elites - 3e du Cholet Agglo Tour - 3e de la Volta NXT Classic - 3e du Sundvolden GP - 3e du Ringerike GP - 3e du Tour du Danemark |  |

### Classements mondiaux
| Année                                 | 2017  | 2018 | 2019 | 2020  | 2021 | 2022  | 2023 | 2024  |
| ------------------------------------- | ----- | ---- | ---- | ----- | ---- | ----- | ---- | ----- |
| Classement mondial                    | 1628e | 398e | 151e | 1541e | 687e | 2217e | 928e | 2120e |
| UCI Europe Tour                       | 1042e | 217e | 124e | 1146e | 545e | 1395e | nc   | nc    |
|                                       |       |      |      |       |      |       |      |       |
| Légende : nc = non classéSource : UCI |       |      |      |       |      |       |      |       |